# 富维耶圣母圣殿
富维耶圣母圣殿（Basilica of Notre-Dame de Fourvière）是法国里昂的一座天主教次级圣殿，1872年与1896年之间由私人出资，在该市的制高点建造，作为基督教价值观战胜1870年里昂公社的社会主义者的标志，在这一点上类似于巴黎圣心圣殿。Pierre Bossan将其设计为兼具罗曼式和拜占庭建筑，选择了在当时不寻常的两种非哥特式设计。它具有精致的马赛克，一流的花窗玻璃，和圣若瑟地下室。圣殿提供导游，设有宗教艺术博物馆，每年接待150万游客。 

## 歷史
Bossan的第一张草图作于1846年，1843年黑死病两百周年纪念之后。当时，他在巴勒莫。
这一地点曾经是图拉真的罗马市集（forum vetus），因而得名。圣母圣殿雄踞在富维耶山山顶，耸立在城市上方，是俯瞰城市的有利地点；并且成为城市的象征。圣殿有有四个主要塔，和一个钟楼。其顶部为圣母的镀金雕像。在某些时候，市民可进入圣殿的北塔观看里昂及其郊区180度景色。

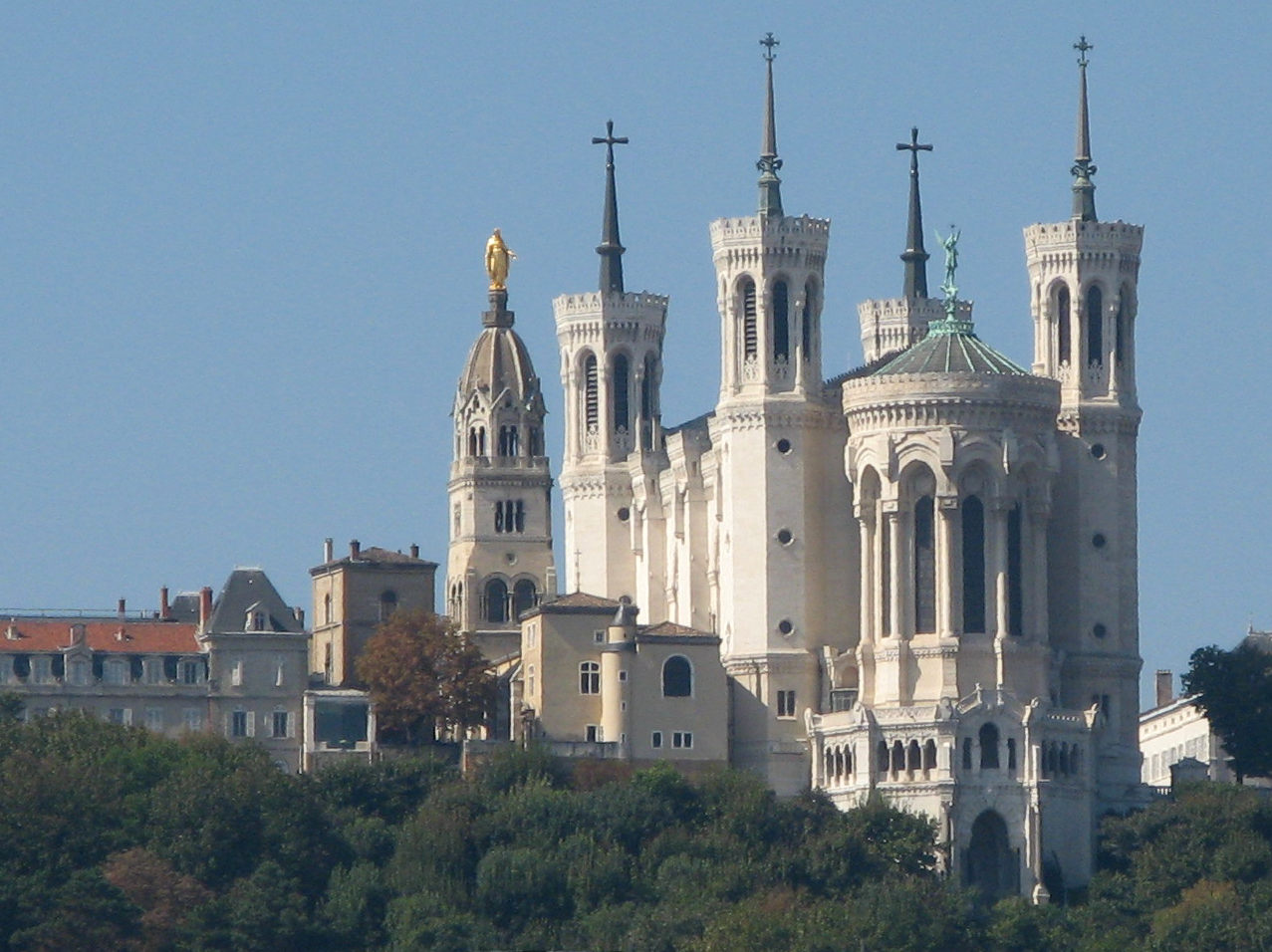
后殿与钟楼

富维耶圣母圣殿实际上包含上下两座教堂。上教堂非常华丽，而下教堂非常简朴。富维耶奉献给圣母，据说她在1643年的黑死病中拯救了里昂。为感谢而修建了一座小教堂，19世纪中叶200周年纪念时增加了圣母的镀金雕像。每年12月初，里昂全市点燃蜡烛感谢圣母拯救城市，称为“Fête des Lumières”。
普法战争期间，普鲁士军队占领巴黎，在南下里昂时突然停止并撤退，这被归功于教会向圣母的代祷。圣殿工程始于1872年，完成于1884年。但是内部的收尾工程直到1964年才完成。

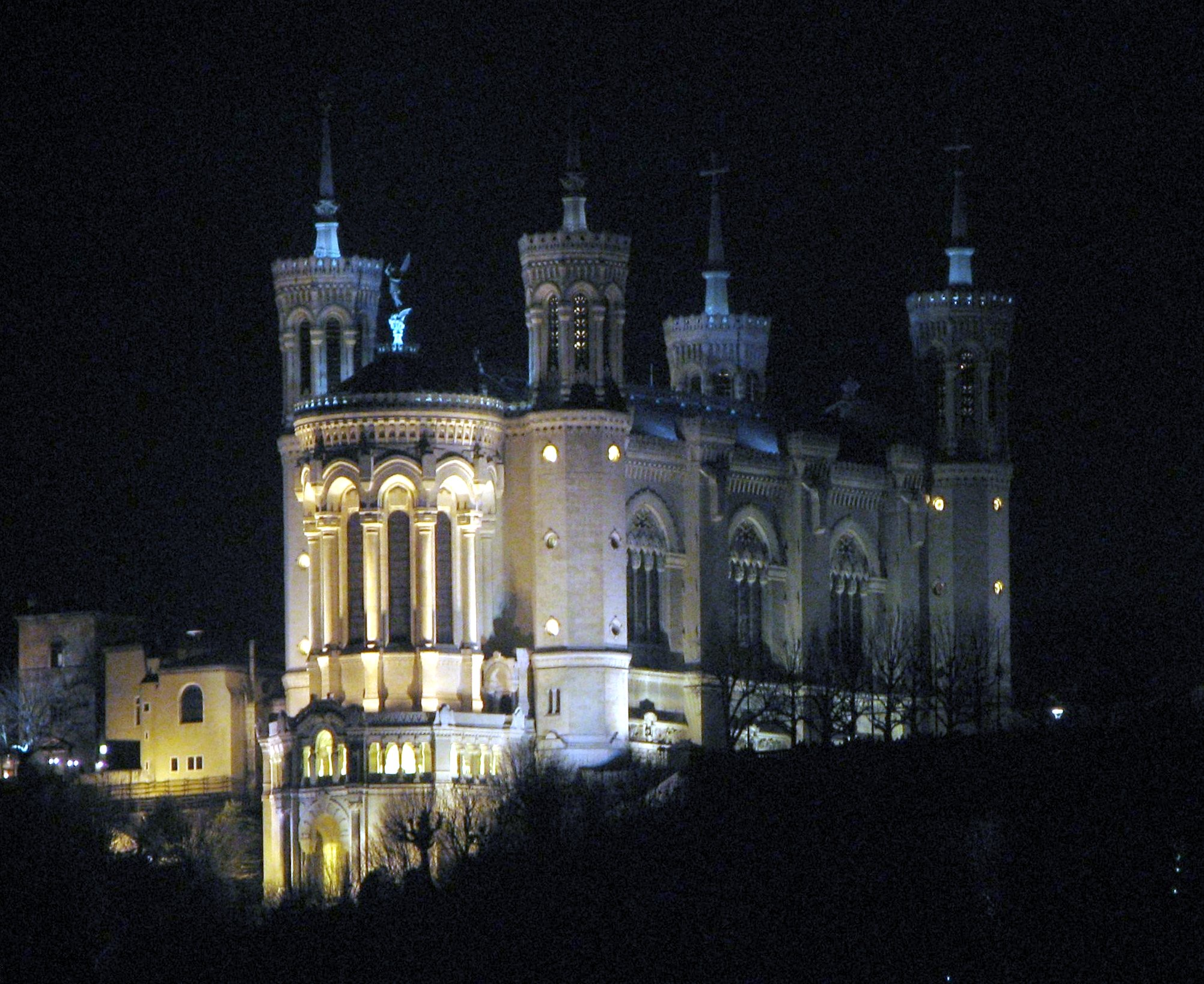
夜间的圣殿

1998年，整个里昂历史中心被列为世界遗产，富维耶圣母圣殿也包含在内。